# Laagspanning

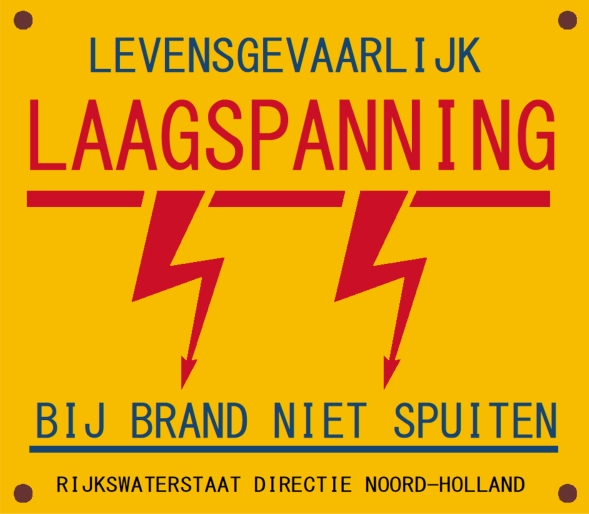
Waarschuwingsbord voor Laagspanning van Rijkswaterstaat

Met laagspanning worden in Nederland wisselspanningen tot 1000 volt en gelijkspanningen tot 1500 volt bedoeld. Hogere spanningen worden als hoogspanning aangeduid.
Tot de laagspanning behoort dus ook de netspanning van 230/400 volt.
In Nederland dienen laagspanningsinstallaties te voldoen aan de laagspanningsrichtlijn. Dit kan onder andere door middel van norm NEN 1010, die inhoudt dat de installatie zodanig afgeschermd en veilig uitgevoerd moet zijn dat bij normaal gebruik geen gevaarlijke situaties (zoals elektrocutie) voor mens en dier kan optreden.
De bedrijfsvoering - het veilig werken met, aan of nabij laagspanningsinstallaties - wordt beschreven in de norm EN-50110. In Nederland wordt deze aangevuld met de norm NEN 3140.

## Extra-Low Voltage (ELV)
Behalve laagspanning spreekt men ook van extra lage spanning, ELV (extra-low voltage). Hierbij gaat het om een spanningsniveau dat volgens de EN-50110 als veilig gezien wordt. Bij een spanning die binnen de grenzen van ELV valt, bestaat er geen risico op vlambogen, elektrocutie of brandwonden. Men spreekt over ELV, als de spanning lager is dan 50 volt wisselspanning of 120 volt gelijkspanning (rimpelvrij).